# Monster High - Una festa mostruosa
Monster High - Una festa mostruosa (Monster High Ghouls Rule) è un film statunitense del 2012 diretto da Steve Sacks e Mike Fetterly, basato sulla linea americana di bambole Monster High.

## Trama
La notte di Halloween si sta avvicinando. Curiose di sapere ciò che succede in quella notte, le ragazze della Monster High si rivolgono a Operetta, che, avendo passato tutta la sua vita nelle catacombe, conosce il segreto. Con loro grande sorpresa, incontrano un simpatico scheletro che racconterà loro tutta la storia. Cleo deciderà di tendere un'imboscata agli umani, ma Claire, una ragazza umana, le aiuterà tutte a salvare Halloween. Nel frattempo Clawdeen e Draculaura si riappacificano dopo un litigio per via dell'appuntamento al buio. Anche Cleo si scusa con Deuce, dopo un'accesa discussione. La festa di Halloween è salva.

## Personaggi
- Frankie Stein (doppiata da Kate Higgins)
- Cleo de Nile (doppiata da Salli Saffioti)
- Clawdeen Wolf (doppiata da Salli Saffioti)
- Abbey Bominable (doppiata da Erin Fitzgerald)
- Draculaura (doppiata da Debi Derryberry)
- Ghoulia Yelps (doppiata da Audu Paden)

## Colonna sonora
Fright Song, scritta da Paul Robb e Michael Kotch

## Distribuzione
Il film negli Stati Uniti è stato trasmesso il 9 ottobre 2012. Il film è poi uscito direct-to-video, in Francia il 23 ottobre 2012, in Finlandia il 24 ottobre dello stesso anno, in Ungheria l'8 novembre dello stesso anno e in Italia un anno dopo, il 17 ottobre 2013. In Portogallo e stato invece distribuito in streaming on demand il 14 novembre 2012.